# Зейгалан
Зейгалан (осет. Зӕйгӕлӕн — «место падения лавины») или Большой Зейгеланский — водопад в России (один из Мидаграбинских водопадов). Высота водопада 648 метров (по результатам измерений 2016 года). Водопад находится в Северной Осетии, в долине реки Мидаграбиндон, в семи километрах к югу от селения Джимара.
Водопад находится высоко в горах, и поэтому имеет пульсирующий характер. Наибольший сток приходится на июль-август. В холодное время года таяние ледника, залегающего на высотах около 4000 м над уровнем моря, практически прекращается, и на месте водопада остаются только ледовые натеки на скалах. В весенний и летний периоды с окончания ледника Зейгалан могут происходить обвалы.